# 荷蘭炸肉丸

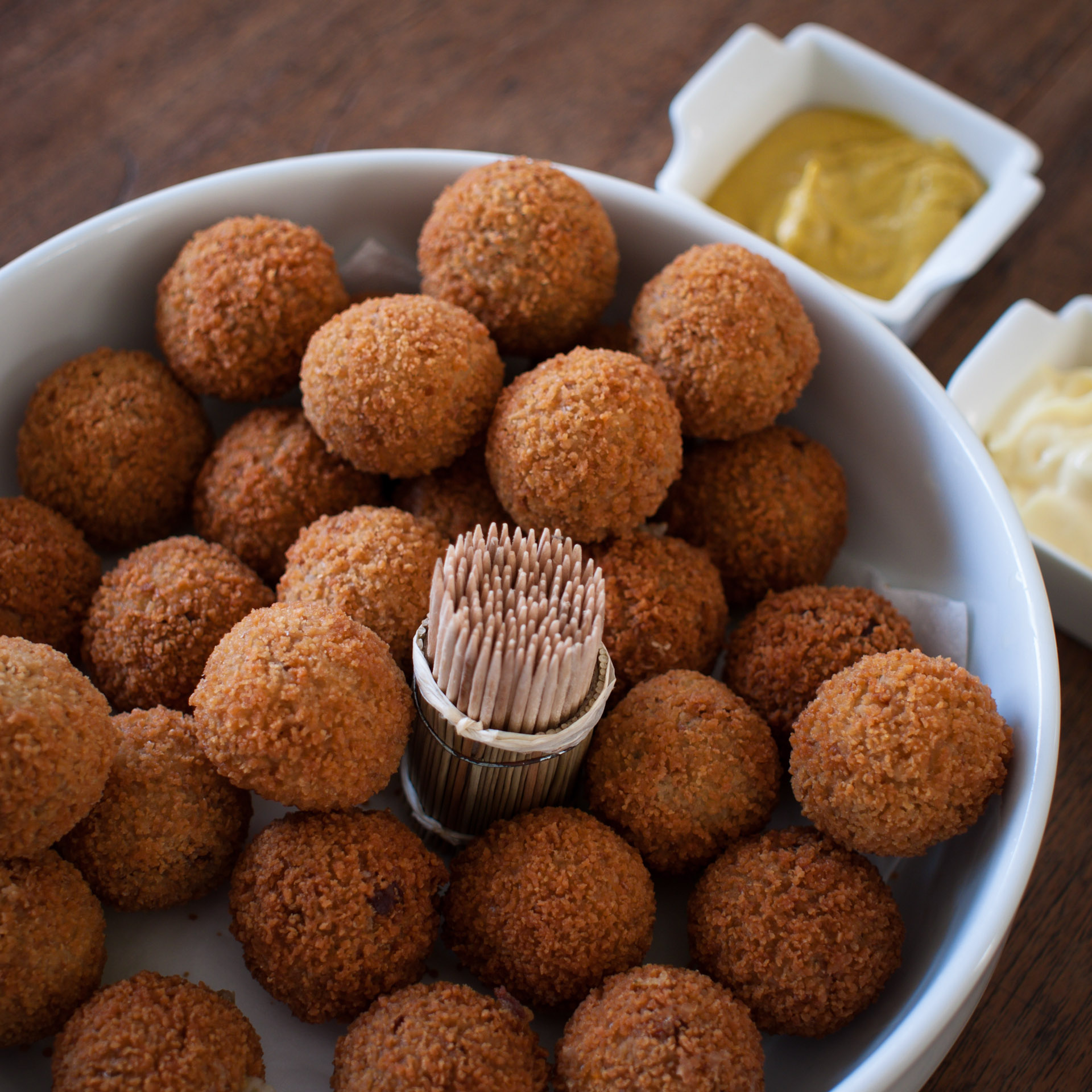
荷蘭炸肉丸

荷蘭炸肉丸（英語:Bitterballen 、荷蘭語:bitterbal ）是一種荷蘭料理，是將肉類裹上麵糊做成球狀油炸而成；有時內餡會加入肉荳蔻、咖哩粉或加入切碎的蔬菜等。除了荷蘭外，曾受荷蘭影響的蘇里南、荷屬安的列斯群島、比利時和印度尼西亞等地也會食用。